# Frederik Christiaan Hendrik Hirschmann
Frederik Christiaan Hendrik (Frits) Hirschmann (Rotterdam, 1870 - Den Haag, 1935) was een Nederlands militair en bestuurder. Hij vervulde verschillende functies bij het Koninklijk Nederlandsch-Indisch Leger (KNIL), voerde het bevel over het leger in Suriname en was burgemeester van Terschelling.

## Geboorte en afkomst
Het geslacht Hirschmann was een vooraanstaande familie in het Zuid-Duitse Bergbronn, die het in de 18e eeuw door een hoog kindertal in een tijd van teruglopende welvaart niet gemakkelijk had.
Johann Heinrich Hirschmann (Bergbronn, 1753 - Rotterdam, 1822), kwam in 1772 naar Nederland om bij de marine aan het werk te gaan.
Zijn zoon Frederik Christiaan Hirschmann (Rotterdam, 1799 - Rotterdam, 1848), de grootvader waar Frits naar genoemd was, maakte carrière als advocaat.
Hij trouwde met Adriana Johanna Vijzelaar (Rotterdam, 1802 - Rotterdam, 1862), die uit een welgestelde familie kwam, maar overleed al op 49-jarige leeftijd en liet negen kinderen na.
Zijn jongste kind, Frits' vader, Hendrik Johan Hirschmann (Rotterdam, 1844 - 1916) was aanvankelijk violist en trouwde 24 januari 1870 met Johanna Cornelia Kreukniet (Rotterdam, 1851 - Rotterdam, 1901), dochter van Cornelis Pieter Kreukniet, barbier, en Cornelia Johanna van Gijn, verloskundige.
Frits Hirschmann werd al op 6 maart 1870 geboren. Hij kreeg nog twee zusters en een broer.
De vader van Frits kon van vioolspelen niet blijvend zijn beroep maken. Uiteindelijk ging hij in 1880 werken bij de gemeente Rotterdam als "schrijver", de laagste ambtelijke rang.
De achtergrond van Frits Hirschmann laat zich kenschetsen als een familie uit de middenklasse die tijden van opgang, maar recent vooral van neergang had meegemaakt.

## Jeugd en opleiding
De moeizame loopbaan van zijn vader vertaalde zich voor de kleine Frits vooral in talrijke verhuizingen en periodes waarin hij bij zijn tantes woonde, omdat hij naar school moest en zijn ouders buiten Rotterdam verbleven.
Na zijn lagere school ging hij naar de HBS en zonder die helemaal af te maken in 1887 door naar de KMA.
Hier volgde hij de opleiding voor de "Infanterie Oost-Indië" en behaalde de resultaten van een doorsnee cadet.
Frits Hirschman was een jaargenoot van de latere generaal Gerth van Wijk en de latere oorlogsheld Anthonius Geertsema-Beckeringh
Zijn studie resulteerde op 3 augustus 1891 in een benoeming als tweede luitenant.
Op 28 november van dat jaar vertrok hij met het stoomschip "Drenthe" naar Indië. Aan boord leerde hij zijn latere echtgenote, Caroline Guy kennen.

## Officier in Nederlands Indië
Frits Hirschmann was de eerste jaren geplaatst in Soerabaja en Malang.
Het was gebruikelijk dat officieren bij het KNIL veelvuldig werden overgeplaatst.
Na 2 jaar kreeg hij ziekteverlof en op 6 februari 1894 vertrok hij met het stoomschip Gede naar Nederland.
Na zijn herstel keerde hij op 21 november 1896 terug in Indië.

### Atjeh
Frits Hirschmann werd geplaatst in Atjeh en nam deel aan Atjeh-oorlog, die na het verraad van Teukoe Oemar onder leiding van Van Heutsz veel actiever werd gevoerd.
Hij diende eerst bij het bekende 3e bataljon en vervolgens bij het 2e garnizoensbataljon.
In deze periode maakte hij kennis met de latere premier Colijn die toen als eerste luitenant ook in Atjeh diende.
Hij bracht zowel in 1896, 1897 als 1898 krijgsverrichtingen op zijn naam en verwierf zowel het Ereteken voor Belangrijke Krijgsbedrijven Atjeh 1873-1896 als Atjeh 1896-1900.
Lichamelijk en geestelijk moest voor zulke daden een hoge tol worden betaald. In 1898 werd hij afgelost en overgeplaatst naar andere bataljons op Sumatra, buiten Atjeh.
Door de Pedir-expeditie was in de loop van 1898 het grootste verzet in Atjeh gebroken en kon een belangrijk deel van de troepen worden teruggetrokken.

### Expeditie tegen Boni
In Zuid-Celebes was het onrustig. Er waren daar meerdere vorstendommen die het Nederlands oppergezag op papier hadden erkend. Omdat het koloniaal bewind terughoudend was met militair ingrijpen, leken de vorsten er geen been in te zien om die afspraken te negeren: ze vochten onderlinge conflicten uit, weigerden de tolheffing te centraliseren en buitten hun bevolking uit.
Onder het gezag van de kersverse gouverneur-generaal Van Heutsz werd een militaire expeditie voorbereid die dit voor goed moest veranderen. Het voornaamste doelwit was de radja van Boni, Lapawawooi Kraëng Segeri, die als grootste boosdoener werd gezien.
Kolonel C.A. van Loenen was de bevelhebber over deze expeditie in 1905 en hij nam Hirschmann als adjunct van de staf en adjudant van de bevelhebber mee, hoewel Frits officieel geplaatst was bij het 10e Bataljon in Weltevreden.
Terwijl hij deze functie vervulde, schreef hij ook als oorlogscorrespondent voor de Java-bode.
De campagne verliep niet zonder problemen, maar toen die in december 1905 werd beëindigd, kon Zuid-Celebes weer aan de normale autoriteiten worden toevertrouwd. Boni was zonder veel problemen onder de voet gelopen en na een lange achtervolging gaf Lapawawooi zich over na het sneuvelen van zijn zoon.
Hirschmann bleef nog enige tijd op Celebes als compagniescommandant van eenheden die de laatste aanvoerders van het verzet moesten aanhouden.
In maart 1906 werd hij afgelost.
Voor zijn acties kreeg hij niet alleen het Ereteken voor Belangrijke Krijgsbedrijven Zuid-Celebes 1905-1908 toegekend, maar werd hij ook benoemd tot ridder in de Orde van Oranje-Nassau.

### Commandant en bestuurder op Ceram

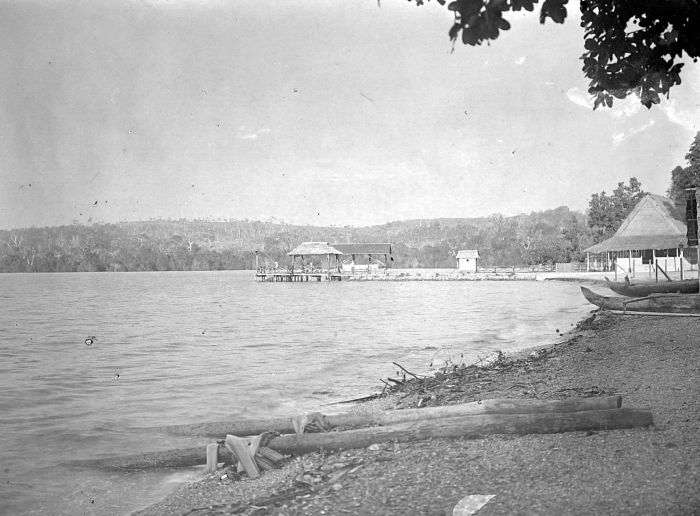
Gezicht op de pier van Amahei

Op 11 juni 1907 werd Frits Hirschmann benoemd als commandant van de mobiele colonne op het eiland Ceram.
Op Ceram bestond geen breed verzet tegen het Nederlands bestuur. Op het eiland hadden zich verschillende etnische groepen gevestigd. Onderlinge conflicten liepen in 1903 uit op ernstig bloedvergieten. Het KNIL was in 1905 ingezet om de vrede te herstellen.
Hirschmann kreeg vooral te maken met er af en toe oplaaiende kleinschalige schermutselingen, ook van bevolkingsgroepen onderling.
De naar verhouding minder ontwikkelde oorspronkelijke bevolking van de binnenlanden, de Alfoeren, waren niet altijd gediend van plannen van het bestuur om hun lot te verbeteren.
Naast de militaire acties had Hirschmann hier vooral de mogelijkheid zijn capaciteiten als bestuurder te ontwikkelen.
Hij werd tevens belast met het civiel bestuur over de Onderafdeling Amahei die het zuidelijk deel van Ceram beslaat. Dit bracht een veelvoud aan taken met zich mee.
In het begin van de 20e eeuw groeide het aantal gebieden met Nederlands bestuur snel. Het kostte tijd om overal een normaal bestuursapparaat op te bouwen en in de tussentijd vormde het KNIL soms de enige vertegenwoordiging van de koloniale overheid.
Als civiel bestuurder was hij ondergeschikt aan de assistent-resident van de Afdeling Ceram, die zelf weer onder de resident van Amboina viel.
In november 1908 kwam er een eind aan Hirschmanns werk op Ceram. Hij met groot verlof voor een jaar naar Nederland, aangezien hij er inmiddels 12 jaar diensttijd op had zitten. Het stoomschip Kawi bracht hem in 1909 weer in zijn geboortestad Rotterdam. In Nederland werd besloten dat hij enkele jaren in Suriname gedetacheerd zou worden.

### Legercommandant op Borneo
Na zijn detachering in Suriname keerde Frits Hirschmann op 28 december 1913 met het stoomschip Rembrandt terug in Indië.
Na een serie overplaatsingen als commandant van verschillende bataljons op Java werd hij in 1917 benoemd tot militair commandant van de Zuider- en Oosterafdeling van Borneo, gestationeerd in Bandjermasin.
In 1916 had hij al de rang van luitenant-kolonel bereikt.
Toen Hirschmann aantrad was net een einde gemaakt aan ongeregeldheden in Pasir. Gewapenderhand ingrijpen was verder vooral van belang bij het tegengaan van koppensnellen.
Een bataljon van minder dan 1000 mensen dat voor de veiligheid moet zorgen van een uitgestrekt gebied, tien keer zo groot als Nederland, maar vrijwel zonder wegen of spoorwegen is op zichzelf al een uitdaging.
Door de Eerste Wereldoorlog werd het bovendien nog veel moeilijker om aan de benodigde mensen, goederen en informatie te komen.
Op 30 april 1919 ging hij met pensioen. Hij bleef nog 8 jaar reserveoverste van het KNIL.

## Legercommandant in Suriname
In 1908 was officieel gemaakt dat als regel officiersfuncties in Suriname door detachering uit het KNIL zouden worden vervuld. Met Frederik Hirschmann kreeg het leger in Suriname voor het eerst een commandant die uit het KNIL afkomstig was.
Op 23 juli 1909 vertrok hij met het stoomschip Maurits naar Paramaribo.
Hirschmann was benoemd voor 3 jaar, wat nog met 1 jaar werd verlengd, zodat hij die functie van 25 augustus 1909 tot 20 augustus 1913 bekleedde.

### Taken van het Surinaamse leger
Het leger in Suriname speelde had een bescheiden militaire taak: het binnenlands handhaven van de vrede.
Daarnaast had het ook een niet te verwaarlozen rol in het maatschappelijk leven. Zo was het ziekenhuis van Paramaribo een militair hospitaal was het militaire orkest het toonaangevende muziekgezelschap.
In de periode dat Hirschmann commandant was, werd ook de brandweer bij het leger ondergebracht en was er discussie of dat ook met de politie zou moeten gebeuren.

### Aandacht voor manschappen

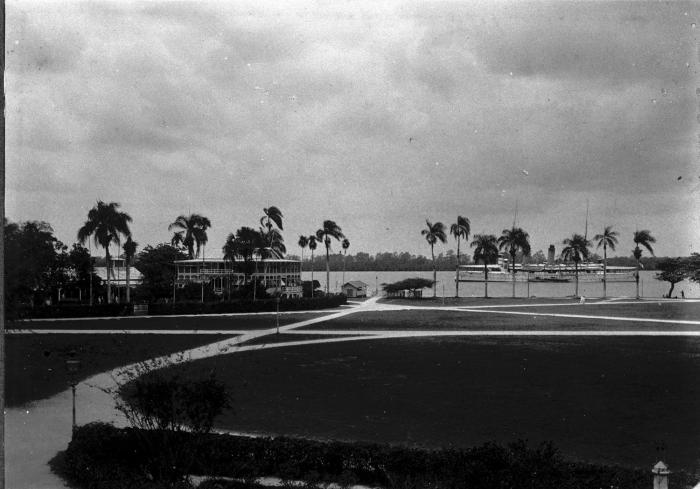
Het Gouvernementsplein in Paramaribo

Het leger in Suriname omvatte ruim 300 militairen.
De reputatie van deze troepen was niet best: veel drankmisbruik, geslachtsziekten en gebrek aan discipline.
Hirschmann had de missie om daar verbetering in te brengen, en slaagde daar ook in.
Hij deed dat niet alleen met repressieve maatregelen, maar spande zich ook in om het leven van zijn soldaten te verbeteren. Zo ondersteunde hij het oprichten van de Nederlands-Indische Bond voor Europese Militairen 'Voor Koningin en Vaderland' en de totstandkoming van een militaire sociëteit in Paramaribo.
Ook de sportbeoefening door militairen paste goed in deze benadering. Door van een deel van het toenmalige Gouvernementsplein een voetbalveld te maken, stond Hirschmann aan de wieg van de georganiseerde voetbalsport in Suriname.

### Verijdelde staatsgreep
Een uitgelekt plan voor een staatsgreep door Frans Killinger zorgde in 1910 en 1911 voor veel onrust.
Hirschmann slaagde erin de vrees weg te namen dat zo'n greep naar de macht eenvoudig had kunnen slagen, maar gebruikte de gang van zaken wel als argument tegen adviezen om de aanwezigheid van het leger in Suriname te beëindigen.

### Lawa-expeditie
In het gebied van de Lawa, aan de grens met Frans-Guyana wordt goud gewonnen. Hier komen goudzoekers op af, die proberen een graantje mee te pikken, ook als ze daarvoor geen concessie hebben. Dit levert spanningen op met de concessiehouders, die hun recht geschonden zien en de overheid, die de concessies heeft verleend.
In maart 1912 kwamen er berichten over aanvallen op de politie en op de goudmijn van de Compagnie des Mines d'Or door een bende van 100 man die grotendeels vanuit Frans Guyana afkomstig zouden zijn.
Omdat dit meer was dan de politie aankon, liet Hirschman op verzoek van de civiele overheid een militaire expeditie naar dit gebied uitvoeren. Haar taak was het verjagen van de bendes en het arresteren van hun leden en in ieder geval de persoon die ervan verdacht werd de bende te leiden.
Deze missie bereikte haar doel: de bende was snel verdwenen en de orde hersteld.
De vermeende bendeleider werd naderhand onschuldig bevonden en met een schadevergoeding weer vrijgelaten.
De expeditie in de jungle bleek wel een grote aanslag op de gezondheid van de deelnemende soldaten.

### Arbeidsconflicten in de publiciteit
In het laatste jaar van zijn verblijf in Suriname ontstond er nog een hoog oplopend arbeidsconflict met twee ondergeschikten, die ook de publiciteit zochten. Over en weer werden er steeds meer kwesties bijgehaald, maar volgens sommigen zou alles zijn terug te voeren op roddels van Hirschmanns vrouw.

## Burgemeester van Terschelling
Na zijn tijd bij het KNIL vervulde Frits Hirschmann in Indië en Nederland nog verschillende ambtelijke functies bij het gevangeniswezen, de belastingdienst en de toenmalige gemeente Overschie.
Dit laatste vormde de voorbereiding op een geslaagde sollicitatie naar het burgemeesterschap van Terschelling, waar hij op 8 april 1927 werd geïnstalleerd.
De gemeente Terschelling kampte met ernstige financiële problemen: een naar verhouding fors tekort op de begroting, hoge belastingen, gebrekkige voorzieningen en grote werkloosheid.
In de tijd dat Hirschmann burgemeester was kwamen de gemeentefinanciën op orde: over 1929 was er een overschot op de gemeenterekening, zodat voor 1931 belastingverlaging mogelijk was.
Hij wist bij het Rijk geld voor een nieuw schoolgebouw los te krijgen.
Maar zijn inspanningen om het toerisme te bevorderen liepen het meest in het oog.
Met succes zette hij zich in voor de aanleg van verharde wegen en fietspaden en ondernam activiteiten om Terschelling bij vakantiegangers te promoten. Hij schreef eigenhandig een uitgebreid artikel voor het blad van de ANWB.
Bij natuurbeschermers oogstte dit kritiek, maar bij anderen werd zijn energieke aanpak juist hogelijks gewaardeerd.
In februari en maart van 1929 was het extreem koud, zodat de Waddenzee voor het eerst sinds 1838 weer dichtvroor. Het werd zo mogelijk om van Harlingen naar Terschelling te lopen of met fiets, slee of zelfs auto te rijden. Dit was niet zonder risico's, zodat Hirschmann op 24 februari een aantal bezoekers de terugtocht verbood
Een oogoperatie en hartklachten maakten dat hij in 1930 ontslag aanvroeg, wat hem per 1 oktober werd verleend.

## Laatste levensjaren
Hirschmann ging wonen in Wassenaar en was daar nog actief als voorzitter van de buurtvereniging Deijleroord en omgeving en als bestuurslid van de afdeling Wassenaar van de Liberale Staatspartij de Vrijheidsbond.
Voor deze partij stond hij in 1931 ook op de kandidatenlijst voor de gemeenteraadsverkiezingen.
In het voorjaar van 1932 moest hij om gezondheidsredenen ook met de activiteiten voor buurtvereniging en partij stoppen.
Hierbij kunnen ook opspelende geestelijke problemen een rol hebben gespeeld. In 1934 verhuisde hij naar een appartement in Den Haag.
Hier overleed hij 10 februari 1935, op 64-jarige leeftijd.
Hij werd onder zeer grote belangstelling begraven. Naast meerdere hoge ambtenaren en militairen, was er ook een grote groep uit de NSB aanwezig.
Aangezien er geen enkele aanwijzing is dat Hirschmann iets met de NSB had, lijkt het waarschijnlijk dat de NSB met haar zichtbare aanwezigheid stemmen probeerde te winnen voor de Provinciale Statenverkiezingen in april; iets vergelijkbaars had zij in januari op een bijeenkomst van het Nationaal Jongeren Verbond gedaan.

## Echtgenotes en nageslacht

### Caroline Guy
Frederik Hirschmann trouwde op 13 juli 1892 in Soerabaja met Carolina Wilhelmina Guy (Djokjakarta, 1864 - Rotterdam, 1918). Zij was een buitenechtelijke dochter van de ingenieur Charles William Guy, die zijn geld verdiende in de suikerproductie en Wanjoe, een vrouw van vermoedelijk Chinees-Javaanse afkomst.
Frederik leerde Carolina kennen op de boot naar Indië.
Zij bleven vanaf dat moment bij elkaar tot na de periode in Suriname, toen Caroline bij de kinderen bleef die in Nederland opleidingen volgden.
Uit het huwelijk werden vier zoons geboren:
1. Frederik Charles Hendrik (Malang, 1894 - Menado, 1944) Frits jr. werd resident van Menado en overleed in Japanse gevangenschap;[91][92]
2. Charles Willem Maximiliaan (Den Haag, 1895 - Breda, 1959) Max was een van de oprichters van de Red Band-fabrieken in Roosendaal;[91][93]
3. Hendrik Johan (Fort de Kock, 1897 - Den Haag, 1973) Henk werd hoofd van het postkantoor in Poerwokerto en werd eerst door de Japanners en later door Indonesische nationalisten;[94]
4. Paul Leonard (Fort de Kock, 1899 - aan boord Tamahoku Maru, 1944) Paul was assistent-accountant in Malang werd als dienstplichtig sergeant van het KNIL Japans krijgsgevangene en stierf nadat het transportschip dat hem als dwangarbeider naar Japan moest brengen werd getorpedeerd;[95]

Alle vier zoons kregen op hun beurt kinderen; er zijn 11 kleinkinderen van Frederik Hirschmann bekend.

### Anne Horsting
Na het overlijden van Caroline hertrouwde hij op 17 april 1919 in Djember met de verpleegkundige Anne Horsting (Djember, 1879 - Apeldoorn, 1955). Zij was de dochter van Bernard Anton Horsting, die carrière had gemaakt in de tabak, en Anna Maria Suzanna Abuijs, nazaat van een ondernemende Amsterdamse familie.
Het huwelijk van Frederik en Anne bleef na een miskraam in 1920 kinderloos.
Anne werd tijdens de bezetting veroordeeld tot 6 maanden gevangenisstraf in Duitsland omdat ze naar nederlandstalige uitzendingen van de BBC luisterde en daar notities bij maakte.
- Bibliothèque nationale de France: cb16582498n (data)
- Gemeinsame Normdatei: 1013249321
- International Standard Name Identifier: 0000 0001 2362 8886
- Library of Congress Control Number: n2012065551
- Nederlandse Thesaurus van Auteursnamen: 315980532
- Virtual International Authority File: 173549844
- WorldCat: E39PBJjMv3wJ6C93bKqKWfMpT3